# Старые Раглицы
Ста́рые Ра́глицы (фин. Raakelitsa) — деревня в Калитинском сельском поселении Волосовского района Ленинградской области.

## История
Впервые упоминается в Писцовой книге Водской пятины 1500 года как сельцо Радлицы в Спасском Зарецком погосте.
Затем как деревня Radlitza by в Зарецком погосте в шведских «Писцовых книгах Ижорской земли» 1618—1623 годов.
На карте Ингерманландии А. И. Бергенгейма, составленной по шведским материалам 1676 года, она обозначена как деревня Ragdilits.
На шведской «Генеральной карте провинции Ингерманландии» 1704 года — как мыза Radelits hof и деревня Radelits при ней.
Как деревня Раделиц она обозначена на «Географическом чертеже Ижорской земли» Адриана Шонбека 1705 года.
На карте Санкт-Петербургской губернии Я. Ф. Шмидта 1770 года упоминается как деревня Роголицы.

СТАРЫЕ РАГЛИЦЫ — деревня принадлежит Радингу, полковнику, число жителей по ревизии: 16 м. п., 14 ж. п. 
 
РАГЛИЦЫ  — деревня, принадлежит Ган, действительной статской советнице, число жителей по ревизии: 55 м. п., 45 ж. п. (1838 год)

Согласно карте Ф. Ф. Шуберта в 1844 году деревня Старые Раглицы насчитывала 23 крестьянских двора.
На этнографической карте Санкт-Петербургской губернии П. И. Кёппена 1849 года она обозначена как деревня «Ragelitz», расположенная в ареале расселения савакотов. В пояснительном тексте к этнографической карте она записана как деревня Ragelitz (Старые Раглицы) и указано количество её жителей на 1848 год: савакотов —  13 м. п., 17 ж. п., всего 30 человек, а также отмечено, что «финны в Старых Раглицах относятся частью к приходу Купаница, частью – к Спанккова и есть некоторое число русских».

СТАРЫЕ РАГЛИЦЫ — деревня господина Штенгеря, по просёлочной дороге, число дворов — 5, число душ — 14 м. п.  

РАГЛИЦЫ — деревня господина Гана, по просёлочной дороге, число дворов — 25, число душ — 52 м. п. (1856 год)

РАГЛИЦЫ СТАРЫЕ — деревня владельческая при пруде и колодце, по просёлочной дороге от с. Рожествена к казённой Изварской лесной даче, число дворов — 4, число жителей: 8 м. п., 9 ж. п. 
 
РАГЛИЦЫ — деревня владельческая при колодце, там же, число дворов — 22, число жителей: 55 м. п., 52 ж. п. (1862 год)

В 1868—1869 годах временнообязанные крестьяне деревни выкупили свои земельные наделы у И. Ф. Манкевич и стали собственниками земли.

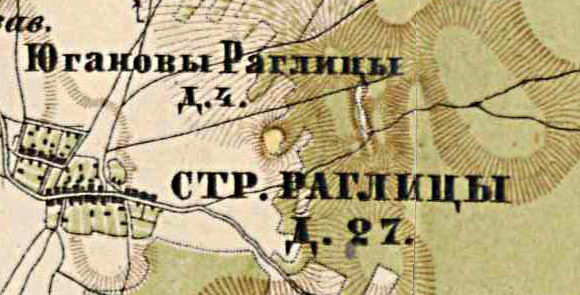
Деревня Старые Раглицы на карте 1885 года

В 1885 году деревня Старые Раглицы насчитывала 27 дворов, к северу и смежно находилась деревня Югановы Раглицы из 4 дворов и ветряная мельница.
В конце XIX — начале XX века они административно относились к Сосницкой волости 2-го стана Царскосельского уезда Санкт-Петербургской губернии. Население деревни Старые Раглицы было смешанным — финско-русским.
К 1913 году количество дворов увеличилось до 45.
В 1917 году деревня Старые Раглицы входила в состав Сосницкой волости Царскосельского уезда.
С 1917 по 1923 год деревня Старые Раглицы входила в состав Калитинского сельсовета Калитинской волости Детскосельского уезда.
С 1923 года в составе Венгиссаровской волости Троцкого уезда.
Согласно данным переписи населения СССР 1926 года в деревне Старые Раглицы проживали 149 человек, большинство русские, а также финны и эстонцы.
С 1927 года в составе Волосовского района.
По административным данным 1933 года деревня Старые Раглицы входила в состав Калитинского сельсовета Волосовского района.

Деревня Старые Раглицы на карте 1934 года

Согласно топографической карте 1934 года деревня Старые Раглицы насчитывала 45 дворов, Югановы Раглицы — 7.
С 1935 года в составе Калитинского сельсовета.
C 1 августа 1941 года по 31 декабря 1943 года деревня находилась в оккупации.
С 1946 года в составе Заречского сельсовета.
С 1954 года в составе Калитинского сельсовета.
С 1963 года в составе Кингисеппского района.
С 1965 года вновь в составе Волосовского района. В 1965 году население деревни Старые Раглицы составляло 116 человек.
По административным данным 1966, 1973 и 1990 годов деревня Старые Раглицы также входила в состав Калитинского сельсовета Волосовского района.
В 1997 году в деревне проживали 27 человек, в 2002 году — 39 человек (русские — 95 %), в 2007 году — 55.

## География
Деревня расположена в восточной части района на автодороге 41А-003 (Кемполово — Выра — Шапки).
Расстояние до административного центра поселения — 1,5 км.
Расстояние до ближайшей железнодорожной станции Кикерино — 7 км.

## Демография
| 1838 | 1862 | 1997 | 2002 | 2007 | 2010 | 2017 |
| ---- | ---- | ---- | ---- | ---- | ---- | ---- |
| 130  | ↘124 | ↘27  | ↗39  | ↗55  | ↘44  | ↗64  |

### Национальный состав
Согласно данным Всероссийской переписи населения 2021 года в деревне проживали 94 человека, из них:
 русские — 90, белорусы — 1, узбеки — 1, украинцы — 1, один человек национальность не указал.

## Улицы
Берёзовая, Дорожная, Земляничная, Лесная, Огородная, Осиновая, Сосновая.